# Třešovice
Třešovice falu és önkormányzat (obec) Csehország Dél-csehországi kerületének Strakonicei járásában. Területe 9,75 km², lakosainak száma 86 (2008. 12. 31). A falu Strakonicétől mintegy 8 km-re délkeletre, České Budějovicétől 45 km-re északnyugatra, és Prágától 102 km-re délnyugatra fekszik.
A település első írásos említése 1303-ból származik.

## Nevezetességek
- Keresztelő Szent János kápolna.

## Népesség
A település népessége az elmúlt években az alábbi módon változott:
| Lakosok száma | 224  | 218  | 220  | 125  | 83   | 76   | 78   | 79   | 66   | 67   |
|               | 1869 | 1900 | 1921 | 1961 | 1980 | 2011 | 2016 | 2019 | 2021 | 2024 |